# Placówka pocztowa

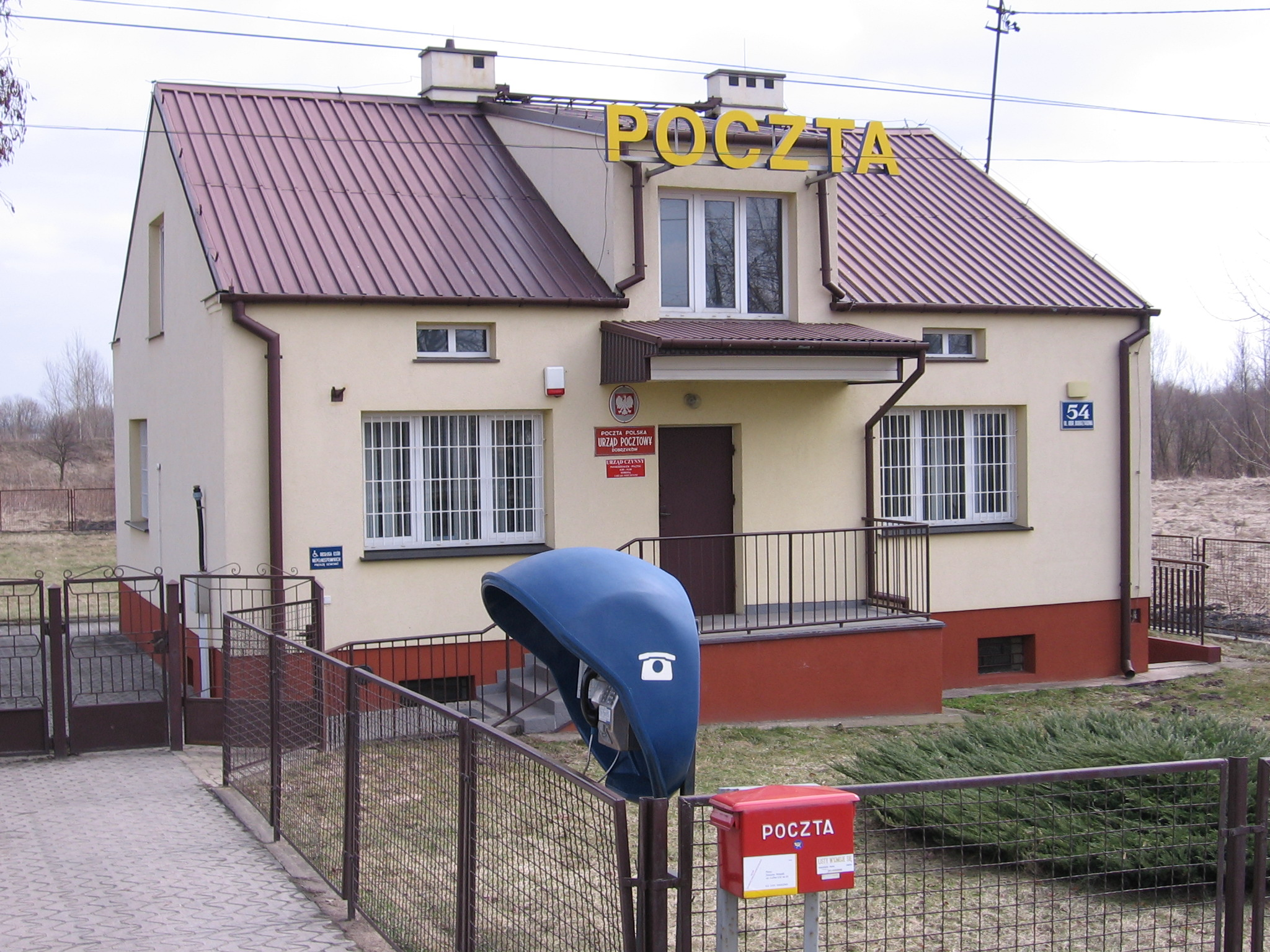
Urząd pocztowy w Dobrzykowie, na pierwszym planie automat telefoniczny i skrzynka pocztowa

Placówka pocztowa – jednostka organizacyjna operatora pocztowego lub agenta pocztowego, w której można zawrzeć umowę o świadczenie usługi pocztowej lub która doręcza adresatom przesyłki pocztowe lub kwoty pieniężne określone w przekazach pocztowych, albo inne wyodrębnione i oznaczone przez operatora pocztowego miejsce, w którym można zawrzeć umowę o świadczenie usługi pocztowej lub odebrać przesyłkę pocztową lub kwotę pieniężną określoną w przekazie pocztowym.

## W Polsce
Jednostka organizacyjna podległa Centrum Poczty Polskiej, placówka pocztowego operatora wyznaczonego, w której można skorzystać w pełnym zakresie z pocztowych usług powszechnych Poczty Polskiej takich jak nadanie przesyłki pocztowej (listu, paczki), przekazu pocztowego, dokonać wpłaty na rachunek bankowy, odebrać przesyłkę awizowaną, skorzystać z usług bankowych lub ubezpieczeniowych, a nawet dokonać zakupu różnych towarów itp. 
Sprzedaż usług w placówkach pocztowych odbywa się najczęściej przez okienka pocztowe. W placówkach pocztowych, zlokalizowanych przede wszystkim w dużych miastach, zainstalowany jest system zarządzania ruchem klientów (Q-matic), który automatycznie ustala kolejność obsługi i kieruje klientów do odpowiednich okienek.
Pracownicy placówek pocztowych zatrudnieni są na następujących stanowiskach:
- asystent okienkowy – obsługuje klientów przy okienku pocztowym,
- listonosz – nie wszystkie placówki pocztowe zatrudniają listonoszy – te, które ich nie posiadają obsługiwane są przez listonoszy z sąsiednich placówek,
- pracownik ekspedycji – pracuje na zapleczu placówki zajmując się opracowywaniem przesyłek przychodzących i wychodzących z placówki,
- kasjer główny – pracuje na zapleczu placówki obsługując asystentów okienkowych i listonoszy,
- kierownik zmiany (zwany też kontrolerem) – nadzoruje bieżącą pracę placówki, przyjmuje skargi i reklamacje, udziela informacji i wyjaśnień klientom,
- naczelnik urzędu – odpowiada za urząd i jego funkcjonowanie

## Zdjęcia

Placówki pocztowe
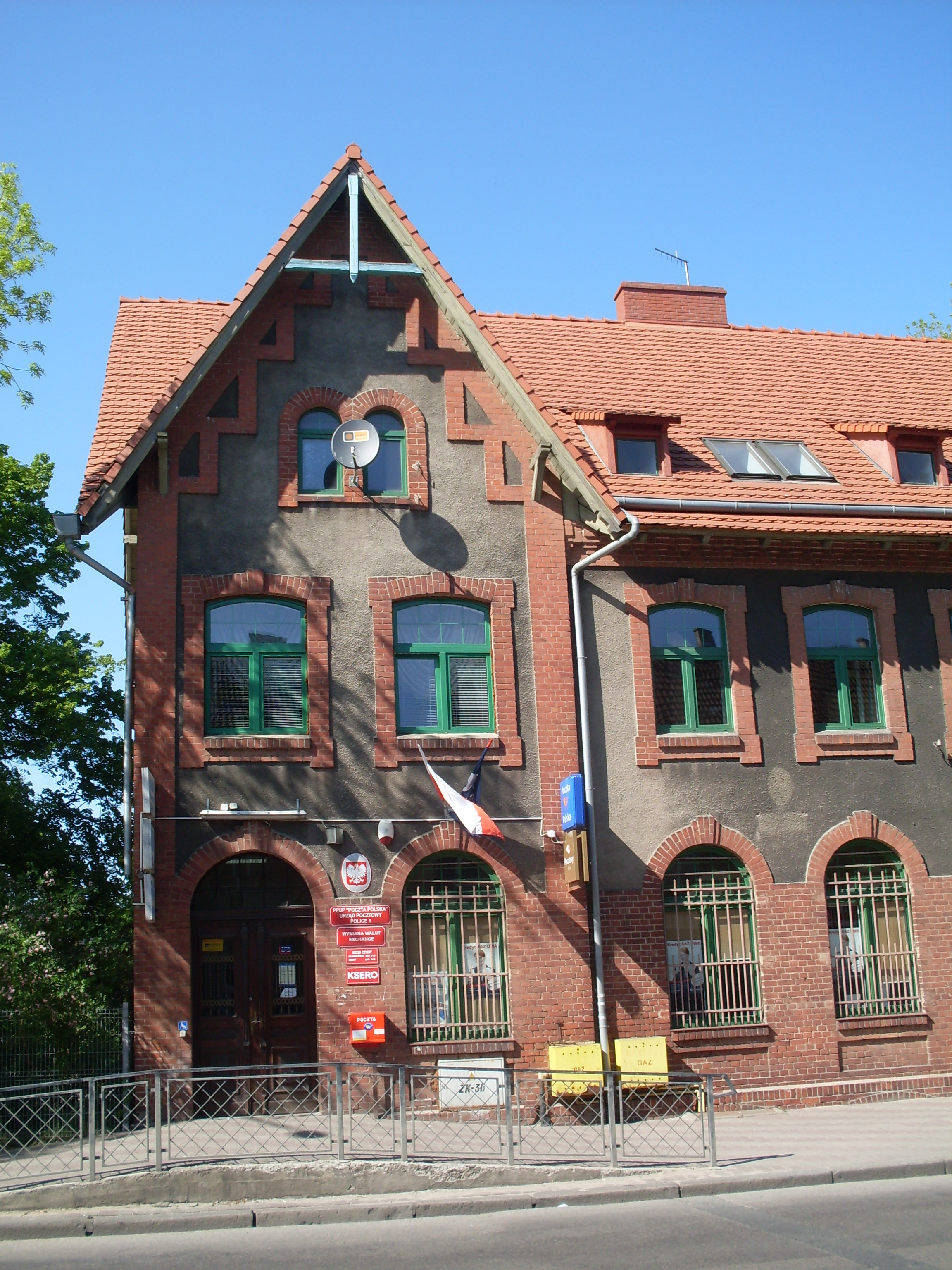
Urząd Pocztowy Police-1, Polska.
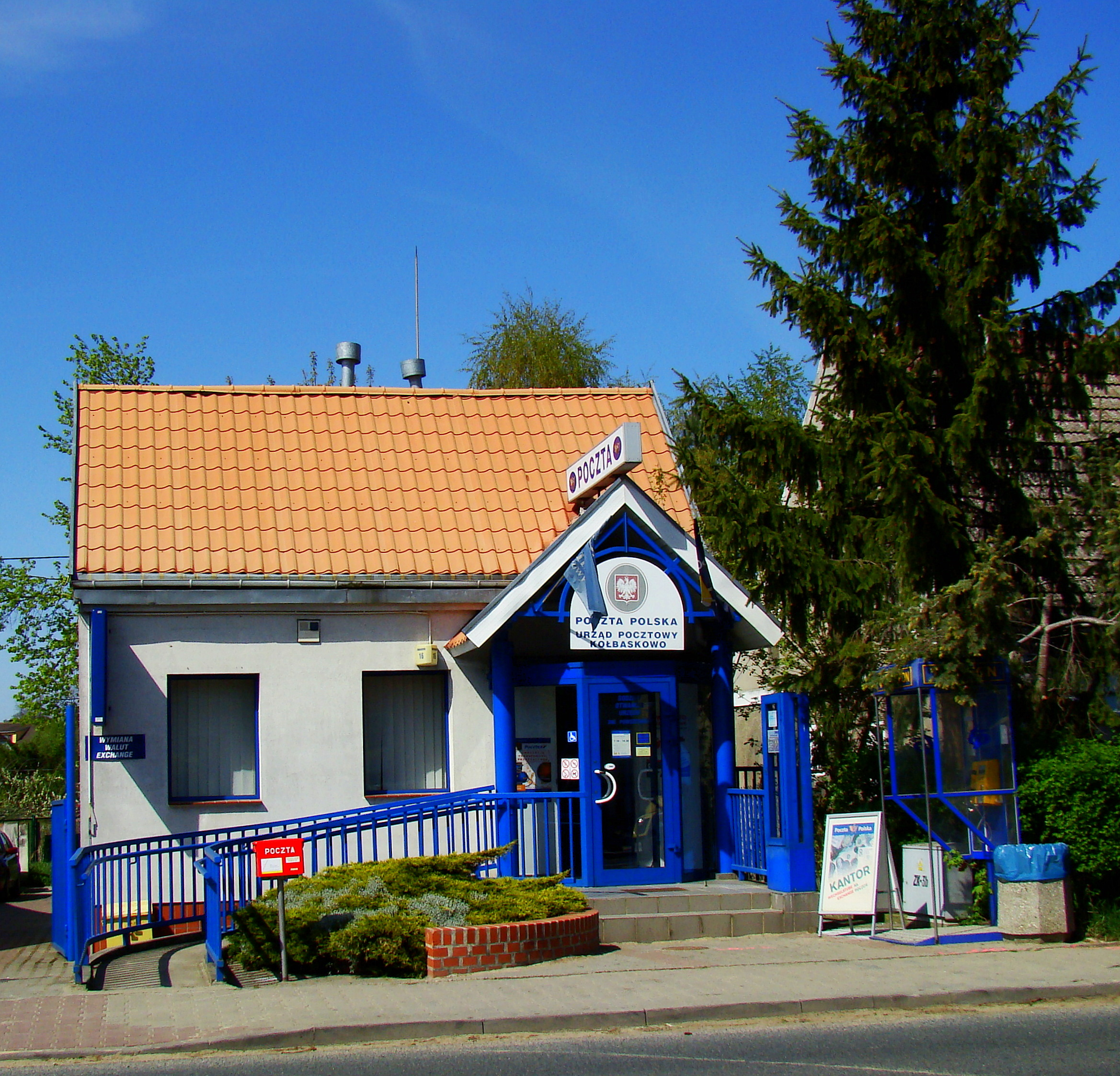
Urząd Pocztowy Kołbaskowo, Polska.
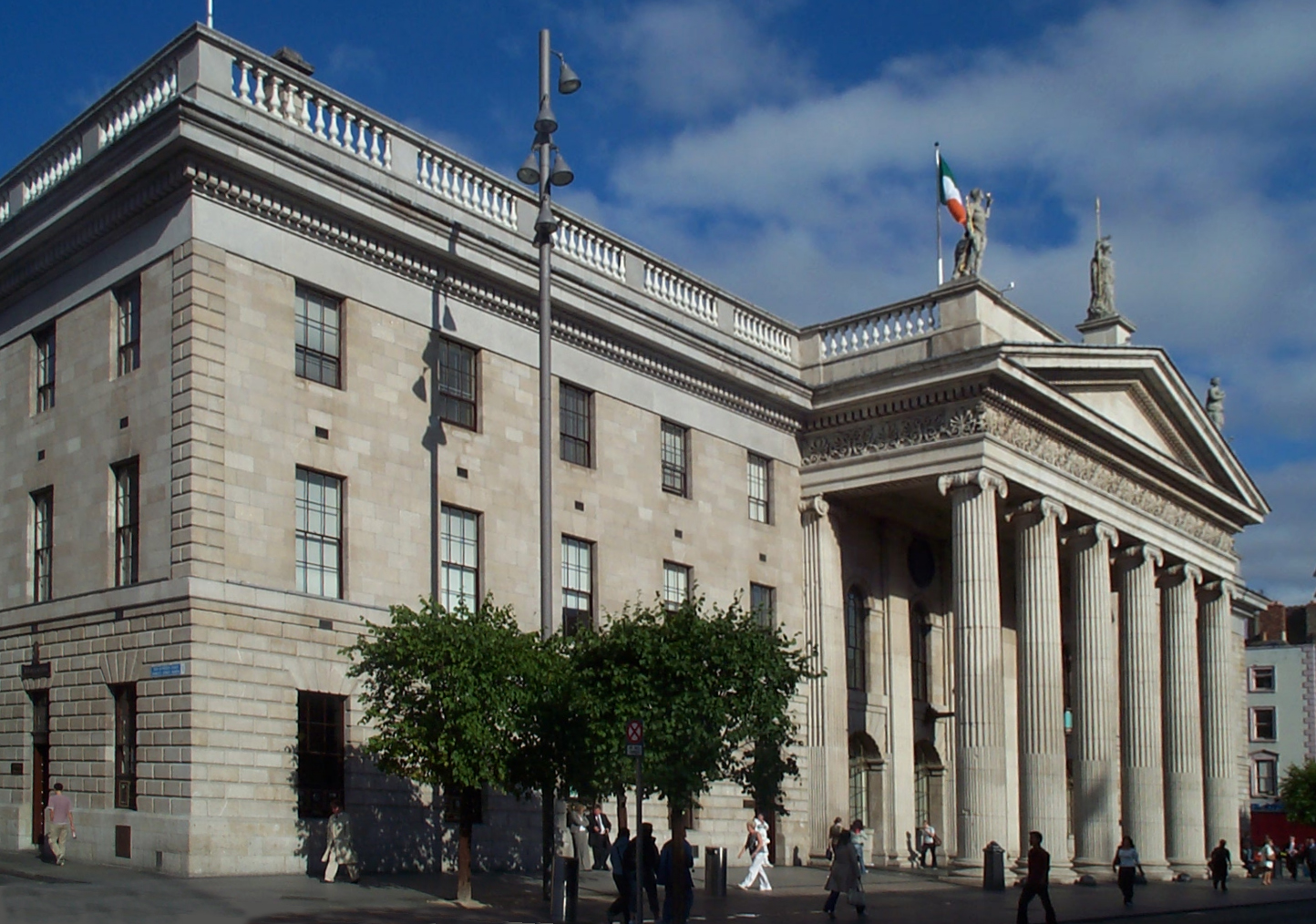
Generalny Urząd Pocztowy, Dublin, Irlandia.
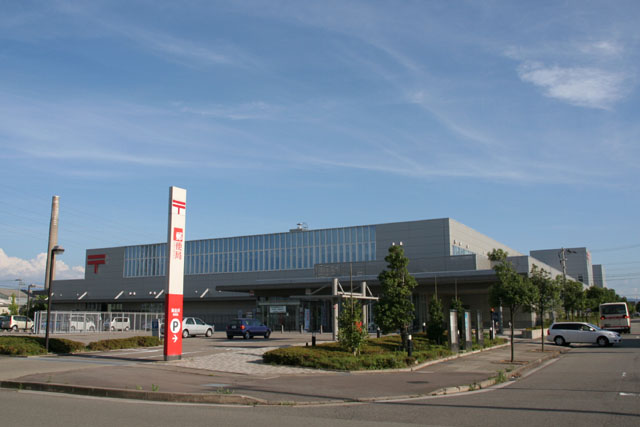
Urząd Pocztowy Kanazawa, Japonia.
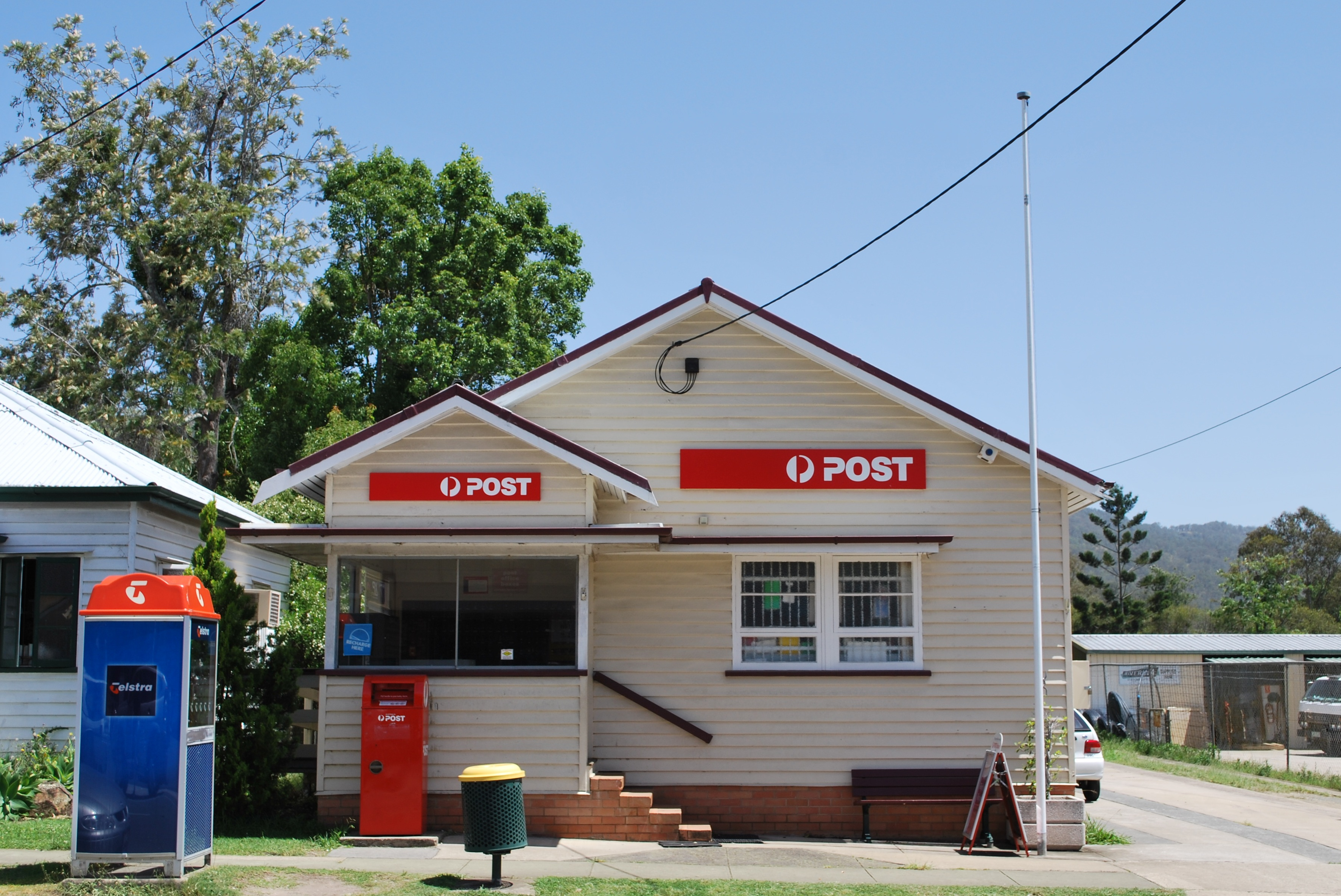
Urząd Pocztowy Canungra, Australia.